# Irma Melany Scodnik
Irma Melany Scodnik (Cremona, 15 marzo 1847 – San Martino Valle Caudina, 10 settembre 1924) è stata una scrittrice e attivista italiana.

## Biografia
Nacque dal goriziano Francesco Ignazio Scodnik e dall'ungherese Maria Miller. Suo padre era un patriota che aveva lottato per la liberazione della città di Cremona durante i moti del '48 e aveva costituito a Milano il primo nucleo della Legione Lombardia. Si trasferì con la sua famiglia a Torino, dove insieme a sua sorella Irene frequentò l'Istituto d'Orsi.
Negli anni '90 dell'Ottocento si unì ai movimenti femministi e pacifisti, tuttavia in seguito prese le distanze dalle attività della Società pro pace ed arbitrato internazionale, abbracciando le posizioni interventiste. Nel 1890 prese parte al IV Congresso drammatico nazionale di Roma, e nel 1899 fu una delle fondatrici dell'Unione femminile nazionale e fu co-direttrice del settimanale L'Italia femminile. Nel 1908 prese parte al primo Congresso nazionale delle donne italiane e lavorò per la rivista Vita femminile. Nello stesso anno inoltre partecipò al terzo Congresso nazionale per la pace a Perugia.
Fu autrice di alcune commedie incentrate sulla donna dell'epoca. Durante la prima guerra mondiale, insieme a sua sorella prese parte a numerose attività di sostegno alle famiglie dei combattenti, di soccorso dei feriti e di scambio epistolare con i soldati al fronte.

## Opere
- Le attrici italiane, in La donna italiana descritta da scrittrici italiane in una serie di conferenze tenute all’Esposizione Beatrice in Firenze, Firenze, 1890.
- Nelle isole Eolie. Osservazioni sui condannati al domicilio coatto, Napoli, 1900.
- Terre irredente. Lettura fatta al Teatro La Munizione, Tipografia del progresso, 1905.
- Geografia e diplomazia, Gennaro Cozzolino, 1910.
- Salvatore Morelli: (per un dimenticato), Società editrice D. Alighieri, 1916.
- N. Tommaseo alla difesa di Venezia. 1848, Gennaro Cozzolino, 1923.

### Commedie
- Un pericoloso esperimento. Bozzetto scenico in un atto.
- Devo imitarla? Commedia in un atto, Milano, 1889.